# Gewesene Leute
Gewesene Leute, auch Gewesene Menschen oder Die Gewesenen (russisch Бывшие люди, Bywschije ljudi) ist eine Erzählung des russischen Schriftstellers Maxim Gorki, die im Herbst 1897 in der Zeitschrift Nowoje slowo erschien. Den Stoff hatte der Autor während seines Kasan-Aufenthaltes in den Jahren 1885–1886 gesammelt.

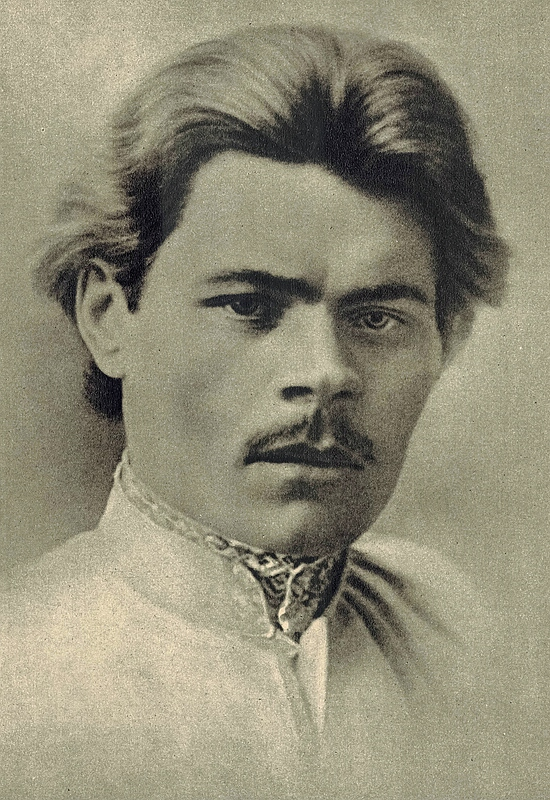
Gorki anno 1889

Eine Übertragung ins Deutsche von Michael Feofanoff kam 1902 in Leipzig heraus.

## Inhalt
Der um die fünfzig Jahre alte Aristid Fomitsch Kuwalda, Rittmeister im Ruhestand und ehemaliger Druckereibesitzer, hatte ein Vermittlungsbüro für Hauspersonal unterhalten. Nun nimmt er in der von armen Leuten bewohnten Vorstadt in einem Nachtasyl – einer heruntergekommenen Herberge – Vagabunden auf. Der Rittmeister nennt die zwei Kopeken pro Nacht zahlenden Schlafgäste mit gutmütigem Spott „gewesene Menschen“, Ausgestoßene. Jene Gewohnheitstrinker hatten früher allesamt ordentliche Berufe ausgeübt – zum Beispiel den eines wohlhabenden Bauern, eines Försters, eines Gefangenenwärters, eines Mechanikers oder auch eines Diakons. Die Herberge, das lange zweistöckige Haus, ein herrenloses Gut, hatte der Kaufmann Iwan Andrejewitsch Petunnikow senior von der Stadt erworben und an Kuwalda widerwillig für fünf Rubel pro Monat verpachtet. Des Öfteren hatte der Kaufmann dem verhassten „Oberkommandierenden dieser Landstreicherkolonne“ kündigen wollen. Kuwalda seinerseits hält den Kaufmann für einen Betrüger, der sich an den Armen bereichert. Deswegen möchte der Rittmeister dem Kaufmann das Fürchten lehren. Kuwalda sieht sich als „Kommender“. Die Herren vom Schlage eines Petunnikow sollen bei seinem Nahen „einen kalten Schauer im Gedärm verspüren!“
Der Rittmeister und seine Gäste verkehren in der benachbarten Kneipe des alten Unteroffiziers Jegor Terentjewitsch Wawilow. Gorki schreibt: „… die Gewesenen waren... als Diebe und Schläger einigermaßen gefürchtet und als Trunkenbolde nicht gerade beliebt, dennoch genossen sie auf Grund ihres Verstandes und ihrer Lebenserfahrung eine ziemliche Autorität. Die Kneipe von Wawilow war der Klub der Vorstadtstraße, und die Gewesenen die Intelligenz dieses Klubs.“ Kuwalda findet heraus, die Fabrik, die Kaufmann Petunnikow senior in unmittelbarer Nachbarschaft der Kneipe für hundertfünfzig Arbeiter erbaut, ragt ein kleines Stück in das Grundstück des Wirts Wawilow hinein. Der Rittmeister, ein Kenner der Zivilprozessordnung, will zweitausend Rubel für den Wirt herausschlagen und beansprucht für seine Dienste zehn Prozent des Gewinns. Kuwaldas Busenfreund, der spitzbärtige Lehrer Philipp Titow, setzt die Klage auf. Der „Gewesene“ Titow war als Lehrkraft aus einem Lehrerseminar entlassen worden und schlägt sich nun als Korrespondent bei Lokalzeitungen durch.
Mit dem Zweitausend-Rubel-Fischzug des Rittmeisters wird es nichts. Der durchtriebene Kaufmann Petunnikow junior überredet den Wirt unter vier Augen zu einem Vergleich. Wawilow lässt sich mit hundert Rubeln abspeisen. Kuwalda verlangt für seine Dienste viel mehr als zehn Rubel. Es reicht gerade zu einem Trink- und Fressgelage für die „Gewesenen“. Während des Gelages wird der sterbende Lehrer Titow ins Nachtasyl gebracht. Kuwalda hatte sich bereits um den ungewöhnlich lange abwesenden Freund Sorgen gemacht. Titow sagt kein einziges Wort und stirbt. Da vermutlich ein Verbrechen vorliegt, wird die Staatsmacht gerufen. Der Polizeileutnant des Bezirks erscheint mit dem Untersuchungsrichter und einem Arzt. Der Hausbesitzer Kaufmann Petunnikow senior kommt hinzu, lächelt schadenfroh und fragt: „Was ist denn hier passiert? Es ist doch nicht etwa einer ermordet worden?“ Der Kaufmann will das Nachtasyl abreißen lassen. Als er dem Toten scheinheilig die letzte Ehre erweist, verliert der Rittmeister die Beherrschung und zieht den Kürzeren: Kuwalda wird gefesselt abgeführt. Die Leiche wird fortgebracht und alle anderen gehen, doch der Kaufmann bleibt. Gorki beschließt seine Geschichte mit einer Moral: Der triumphierende Kaufmann Petunnikow senior zuckt zusammen. Er wird von einer furchterregenden Erscheinung heimgesucht. Der spitzbärtige Tote erscheint ihm und spricht sogar; nennt den zutiefst Erschrockenen zwar nicht seinen Mörder, doch einen sehr schlechten Menschen.

## Zitate
- Gorki schreibt über die Kinder in jener oben genannten Vorstadt: „Kinder sind die lebendigen Blumen der Erde; aber in dieser Gegend sahen sie wie vor der Zeit verwelkt aus.“[5]
- Der Text strotzt von sonderbaren Moralpredigten. Wenn der Lehrer Titow jemanden belehrt, wie zum Beispiel den Maler Jaschka Tjurin, der seine Frau prügelt, wird er gewöhnlich von einem größeren lauschenden Zuhörerkreis, dem er predigt, umringt: „Überhaupt dürfen schwangere Frauen niemals auf den Leib... geschlagen werden – gib ihr eins... auf den Hintern!“[6]
- „Wenn du stirbst, bekommst du´s mit Gott zu tun... Hier müssen wir uns mit den Menschen befassen.“[7]

## Deutschsprachige Ausgaben
- Maxim Gorki. Erzählungen (Die alte Isergil. Malwa. Sechsundzwanzig und eine. Der Landstreicher. Gewesene Leute). Aus dem Russischen von Arthur Luther. Aufbau Verlag, Berlin 1962. 315 Seiten
- Die Gewesenen. Deutsch von Georg Schwarz. S. 250–326 in: Maxim Gorki: Erzählungen. Mit einem Vorwort von Edel Mirowa-Florin. Bd. 1 aus: Eva Kosing, Edel Mirowa-Florin (Hrsg.): Maxim Gorki: Werke in vier Bänden. Aufbau-Verlag, Berlin 1977.

### Erstausgabe
- Maxim Gorki: Gewesene Menschen. Gesammelte Erzählungen aus dem Russischen von Michael Feofanow. Buchschmuck von Otto Ubbelohde. Diederichs, Leipzig 1902. 232 Seiten

### Verwendete Ausgabe
- Die Gewesenen. Deutsch von Felix Loesch. S. 191–259 in: Maxim Gorki: Erzählungen. Dritter Band. 535 Seiten. Aufbau-Verlag, Berlin 1954